# Tanya Carpenter
Tanya Carpenter (* 17. März 1975 in Hessen) ist eine deutsche Autorin.

## Leben
Tanya Carpenter absolvierte zunächst eine Lehre als Bankkauffrau, ehe sie als Chef-Assistentin in die Industrie wechselte. Seit 2007 veröffentlicht sie Romane sowie Kurzgeschichten in Anthologien in verschiedenen Genren der Belletristik, unter anderem Gay Romance, Erotik, Straight Romance, Paranormal Romance und Cosy Crime. Bekannt wurde sie durch die Vampir-Serien Ruf des Blutes, die seit 2022 unter dem Reihentitel Dark Bloodline wiedererscheint, und L.A. Vampires. Auch Fachliteratur zum Thema Hund und Wolf gehört inzwischen zu ihrem Repertoire. Neben dem Schreiben ihrer eigenen Bücher bietet sie Lektorate für Romane und Novellen anderer Autoren an.

## Veröffentlichungen

### Romane
- Tochter der Dunkelheit (Ruf des Blutes, Band 1), Sieben-Verlag, 2007, ISBN 978-3-940235-12-1.
- Engelstränen (Ruf des Blutes, Band 2), Sieben-Verlag, 2008, ISBN 978-3-940235-19-0.
- Dämonenring (Ruf des Blutes, Band 3), Sieben-Verlag, 2009, ISBN 978-3-940235-31-2.
- Unschuldsblut (Ruf des Blutes, Band 4), Sieben-Verlag, 2010, ISBN 978-3-940235-31-2.
- Tochter der Dunkelheit (Ruf des Blutes, Band 1), Diana-Verlag, 2010, ISBN 978-3-453-35458-6.
- Erbin der Nacht (Ruf des Blutes, Band 5), Sieben-Verlag, 2011, ISBN 978-3-941547-15-5.
- Engelstränen (Ruf des Blutes, Band 2), Diana-Verlag, 2011, ISBN 978-3-453-35487-6.
- Wolfspakt (Ruf des Blutes, Band 6), Sieben-Verlag, 2011, ISBN 978-3-941547-68-1.
- Mit Schuh, Charme und Biss. Fabylon 2012, ISBN 978-3-927071-66-7.
- Waldgeschichten und andere Abenteuer – Die Decoxe / Band I, Arunya-Verlag, 2013, ISBN 978-3-95810-000-8.
- Im Zeichen des Sommermondes, Oldigor-Verlag, 2014, ISBN 978-3-945016-15-2.
- Im Schatten des Sommermondes, Oldigor-Verlag, 2014, ISBN 978-3-95815-057-7.
- Das Ikarus-Evangelium, Bookshouse, 2015, ISBN 978-9963-52-681-9.
- Alle Tage unseres Lebens, books2read, 2015, E-Book
- L.A. Vampires 1 – Nephilim, Bookshouse, 2015, ISBN 978-9963-52-851-6.
- L.A. Vampires 2 – Azrae, Bookshouse, 2016, ISBN 978-9963-53-376-3.
- Seduction: Verführt, Droemer-Knaur Feelings, 2016, ISBN 978-3-426-21622-4.
- L.A. Vampires 3 – Cherubim, Bookshouse, 2016, ISBN 978-9963-53-547-7.
- L.A. Vampires 4 – Grigori, Bookshouse, 2018, ISBN 978-9963-53-739-6.
- Sommermond 1 – Vampire Moon, Ashera-Verlag, 2018, E-Book.
- Sommermond 2 – Lycanic Moon, Ashera-Verlag, 2018, E-Book.
- Abenteuer im Märchenland – Die Decoxe / Band II, Arunya-Verlag, 2017, ISBN 978-3-95810-022-0.
- Assassinenherz 1 – Flucht aus Shalimar, Edel Elements, 2018, E-Book.
- Assassinenherz 2 – Die Blume der Siray, Edel Elements, 2018, E-Book.
- Assassinenherz 3 – Im Auge der Kobra, Edel Elements, 2018, E-Book.
- Assassinenherz 4 – Der Schatz von Shalimar, Edel Elements, 2018, E-Book.
- Cats in High Heels, Fabylon Verlag, 2019, ISBN 978-3-946773-06-1.
- Der Herbst des Falken, Edel Elements, 2019, E-Book.
- Ein Weihnachtsengel für Tim, selfpublished, 2019, E-Book.
- Assassinenherz Gesamtausgabe, Edel Elements, 2020, E-Book.
- Purpurnacht, Edel Elements, 2020, E-Book.
- L.A. Vampires 5 – Uriel, Bookshouse, 2020, E-Book.
- Schneechaos – Basti & Flo, selfpublished, 2020, E-Book.
- Tot aber feurig – Schwiegerdrachen inklusive (mit Alisha Bionda), Ashera-Verlag, 2021, ISBN 978-3-948592-33-2.
- Mrs Mable – Tod im Wellness-Tempel, Ashera-Verlag, 2021, E-Book.
- Mrs Mable – Tote Bullen buckeln nicht, Ashera-Verlag, 2021, E-Book.
- Irischer Flieder, selfpublished, 2021, ISBN 979-8-5364-9443-1.
- Mrs Mable – Tödliche Safari, Ashera-Verlag, 2021, E-Book.
- Will & Cory – A Woodland Christmas Carol, selfpublished, 2021, E-Book.
- Mrs Mable ermittelt – Gut behütet von Mord zu Mord, Ashera-Verlag, 2021, ISBN 978-3-948592-53-0.
- Mrs Mable – Mord à la carte, Ashera-Verlag, 2022, E-Book.
- Playoff – Hard Rules I, Elysion-Verlag, 2022, ISBN 978-3-96000-210-9.
- Mrs Mable – Gefährliches Erbe, Ashera-Verlag, 2022, E-Book.
- Endgame – Hard Rules II, Elysion-Verlag, 2022, ISBN 978-3-96000-228-4.
- Tochter der Nacht – Dark Bloodline 1, selfpublished, 2022, ISBN 979-8-37242-758-7.
- Gefährtin der Nacht – Dark Bloodline 2, selfpublished, 2022, ISBN 979-8-37908-186-7.
- Mrs Mable – Verhängnisvolle Tiefen, Ashera-Verlag, 2022, E-Book.
- Christmas Timeout - Hard Rules 3 (Special), Elysion-Verlag, 2022, E-Book.
- Weihnachten im Teegestöber, selfpublished, 2022, E-Book.
- Engel der Nacht – Dark Bloodline 3, selfpublished, 2023, ISBN 979-8-37908-613-8.
- Ein Hund für zwei Herzen, selfpublished, 2023, E-Book.
- Summer Rebound - Hard Rules 4 (Special) , Elysion-Verlag, 2023, E-Book.
- Ringe der Nacht – Dark Bloodline 4, selfpublished, 2023, ISBN 979-8-85161-255-8.
- Hard Rules Special Doppelband - Christmas Timout/Summer Rebound, Elysion-Verlag, 2023, ISBN 978-3-96000-280-2.
- Sweet Halloween - Geister, Cocktails, heiße Küsse, selfpublished, 2023, E-Book.
- Das Geheimnis der Ikarus-Loge, selfpublished, 2023, ISBN 978-3-75795-564-9.
- Assassinenherz, selfpublished, 2023, ISBN 979-8-84705-657-1.
- Schmetterlinge zu Weihnachten, selfpublished, 2023, E-Book.
- Slapshot – Hard Rules IV, Elysion-Verlag, 2023, ISBN 978-3-96000-283-3.
- Solange wir hoffen - Eine Liebe in Irland: Celias Reise, selfpublished, 2024, ISBN 978-3-7592-1472-0.
- Solange wir lieben – Neuanfang in Irland: Theresas Story, selfpublished, 2024, ISBN 978-3-7592-2206-0.
- Will & Cory – A Woodland Christmas Carol, selfpublished, 2024, ISBN 978-3-7592-3484-1.
- Schneegestöber im Herz, Digital Publishers, 2024, E-book.
- Hard to tame – Wie man einen Rockstar zähmt: Hayden & Roark, (mit Svea Lundberg), selfpublished, 2024, ISBN 978-3-7592-3944-0.
- Ein Weihnachtsengel für Tim, selfpublished, 2024, ISBN 978-3-7592-4521-2.
- Ein Hund für zwei Herzen, selfpublished, 2024, ISBN 978-3-7592-4522-9.
- Sweet Halloween - Geister, Cocktails, heiße Küsse, selfpublished, 2024, ISBN 978-3-7592-4526-7.
- Schmetterlinge zu Weihnachten, selfpublished, 2024, ISBN 978-3-7592-4523-6.
- Schneechaos – Basti & Flo, selfpublished, 2024, ISBN 978-3-7592-4525-0.
- Christmas at the Lake & You, selfpublished, 2024, E-Book.

### Hörbücher
- Playoff – Hard Rules I, CB-Audiobooks, 2024, Sprecher: Julian Mill.
- Endgame – Hard Rules II, CB-Audiobooks, 2024, Sprecher: Julian Mill.
- Der Geist von Muirhurst Cottage: Sherlock Holmes Chronicles 23, Winterzeit Audiobooks, 2024.
- Waldgeschichten – Die Decoxe I, CB-Audiobooks, 2024, Sprecher: Tonia von Bernstorff.
- Will & Cory - A Woodland Christmas Carol, CB-Audiobooks, 2024, Sprecher: Julius Faehndrich.
- Märchenland – Die Decoxe II, CB-Audiobooks, 2024, Sprecher: Tonia von Bernstorff.
- Schneegestöber im Herz, Digital Publishers, 2024, Sprecher: Jimmy Kellzer.
- Das Geheimnis der Ikarus-Loge, CB-Audiobooks, 2024, Sprecher: Astrid Haag.
- Hard to tame – wie man einen Rockstar zähmt: Hayden & Roark, (mit Svea Lundberg), CB-Audiobooks, 2025, Sprecher: Kai Schulz und Benjamin Herold.
- Christmas Timeout – Hard Rules III, CB-Audiobooks, 2025, Sprecher: Julian Mill.

### Beiträge in Anthologien
- Die Tränen Luzifers: Das Herz der Dunkelheit, Sieben-Verlag, 2008, ISBN 978-3-940235-30-5.
- Desmodia: Dark Ladies 2, Fabylon-Verlag, 2009, ISBN 978-3-927071-26-1.
- Die Ruine: Schattenversuchungen, Fabylon-Verlag, 2009, ISBN 978-3-927071-35-3.
- Rose der Versuchung: Sad Roses, Fabylon-Verlag, 2009, ISBN 978-3-927071-44-5.
- Unter dunklen Schwingen zerbricht die Unsterblichkeit: Unter dunklen Schwingen, Otherworld-Verlag, 2009, ISBN 978-3-902607-16-4.
- Teufel an der Wand: Höllische Weihnachten, Fabylon-Verlag, 2009, ISBN 978-3-927071-36-0.
- Feenkatzen: Die Begegnung – und andere düstere Winterlegenden, Fabylon-Verlag, 2010, ISBN 978-3-927071-46-9.
- Poison Eve: Advocatus Diaboli, Edition Roter Drache, 2010, ISBN 978-3-939459-22-4.
- Steinerne Wächter: Geisterhafte Grotesken, Verlag Torsten Low, 2010, ISBN 978-3-940036-05-6.
- Die Suche: Wölfen auf der Spur, Mariposa-Verlag, 2010, ISBN 978-3-927708-52-5.
- Adams Verführung: Die Köche – Bis(s) zum Mittagessen, Ulrich Burger Verlag, 2010, ISBN 978-3-9812846-4-5.
- Just married with a personal demon: Just married – with a personal demon, Fabylon-Verlag, 2010, ISBN 978-3-927071-39-1.
- Reiche Ernte: Chill & Thrill, Fabylon-Verlag, 2011, ISBN 978-3-927071-50-6.
- Die Macht des Schicksals – Übersinnlich, Sieben-Verlag, 2011, ISBN 978-3-86443-035-0.
- Sherlock Holmes und die Eisprinzessin: Sherlock Holmes – Der verwunschene Schädel, Voodoo Press, 2011, ISBN 978-3-902802-04-0.
- Die Sternenmacherin: Der perfekte Friede, p-machinery, 2011, ISBN 978-3-942533-05-8.
- Bruderblut: Painstation, Voodoo Press, 2011, ISBN 978-3-9502701-9-8.
- Guardia Tempera: Dark Ladies 3, Fabylon-Verlag, 2012, ISBN 978-3-927071-85-8.
- Dragemenn: Snake Woman, Fabylon-Verlag, 2012, ISBN 978-3-927071-60-5.
- Im Rauch der Meerschaumpfeife: Sherlock Holmes und das Druidengrab, Fabylon-Verlag, 2012, ISBN 978-3-927071-75-9.
- Varieté d'immortal: Steampunk – Erinnerungen an Morgen, Fabylon-Verlag, 2012, ISBN 978-3-927071-69-8.
- Ein spezielles Feuer: Steampunk Erotics – Der Ritt auf der Maschine, Fabylon-Verlag, 2012, ISBN 978-3-927071-70-4.
- Die Selbstmörder von Harrogate: Sherlock Holmes und die Tochter des Henkers, Fabylon, 2012, ISBN 978-3-927071-77-3.
- Die Macht des Schicksals: Das Tarot, Verlag Torsten Low, 2013, ISBN 978-3-940036-20-9.
- Gestatten, Mr. Buddy D.: Düstere Pfade, p.machinery, 2013, ISBN 978-3-942533-49-2.
- Einhornzauber: Elfenbuch, TextLustVerlag, 2013, ISBN 978-3-943295-60-3.
- Der Flucht der Drachenburg: Die Drachenburg, TextLustVerlag, 2013, ISBN 978-3-943295-66-5.
- Wolfsnacht: Im Bann der Wölfe, TextLustVerlag, 2015, ISBN 978-3-95685-039-4.
- Nemesis: Blutjung – Der Vampir der mich liebte / Band 1 Edition Mortifera, Arunya-Verlag, 2015, ISBN 978-3-95810-007-7.
- Der Weihnachtswolf: Der Winterwolf, Books on Demand, 2015, ISBN 978-3-7386-2689-6.
- Das Lied des Meeres: Meerkatzen, Arunya-Verlag - 2016, E-Book.
- Die Decox-Olympiade: Bunte Welt, Arunya-Verlag - 2016, ISBN 978-3-95810-016-9.
- Das Karussell: Am Ende der Reise, Fabylon-Verlag - 2017, ISBN 978-3-943570-89-2.
- Feenkatzen/ Dragemen: Winterfalke, Ashera-Verlag, 2018, E-Book.
- Das gläserne Gefängnis: Moriturus: Der Letzte heißt nicht Tod, Fabylon-Verlag, 2018, ISBN 978-3-946773-09-2.
- Einhornzauber / Der Fluch der Drachenburg / Wolfsnacht: Einhornzauber, Ashera-Verlag, 2018, E-Book.
- Flaschenpost: Der Mops, der Liebesbote spielte (Love Letters), Ashera-Verlag, 2021, ISBN 978-3-948592-22-6.
- Die Melodie des Waldes: Die Melodie zwischen uns, Independently published - 2021, ISBN 979-8-7580-7004-8.
- Geisterstunde: Odem des Todes (Edition Media Noctis), Ashera-Verlag, 2021, ISBN 978-3-948592-39-4.
- Tod inklusive: Tod inklusive, Ashera-Verlag, 2021, E-Book.

### Sachbuch
- Die Alchemie der Hundefütterung – Kindle-Edition, E-Book, 2013.

### Beiträge in Fachzeitschriften
- Mythos Wolf - Wolf Magazin – Band 2/2013, Autorenhaus / edition tiger, 2013, ISBN 978-3-86671-116-7.
- Mit Wölfen leben: Das Beste aus 25 Jahren Wolf Magazin - Wolf Magazin – Books on Demand, 2015, ISBN 978-3-7347-5792-1.